# Ernst Christian Hauber
Ernst Christian Hauber (6. september 1730 i Stadthagen i Schaumburg-Lippe – 2. maj 1801) var en dansk redaktør.
Han var søn af Eberhard David Hauber og var 16 år gammel, da han med faderen kom til København. Han havde fået en grundig uddannelse og besad gode kundskaber, men beklædte aldrig noget embede; thi når han 1768 blev sekretær i Tyske Kancelli, var det kun en rangtitel. Da hans bysbarn Anton Friedrich Büsching 1753 begyndte sine Nachrichten vom Zustande der Wissenschaften und Künste, var Hauber hans flittige og kyndige medarbejder. Hans virksomhed var i øvrigt knyttet til Hans Holcks Adressekontor i København, hvoraf hans svoger købmand Johan Andersen var medejer; og han var i mange år redaktør af Adresseavisen. I den store række skrifter, der udgaves af Holck, har vistnok også Hauber haft sin andel som forfatter. 1770 udgav han på tysk en beskrivelse over København for rejsende, som udkom i dansk bearbejdelse efter 3. udgave af 1782. Han døde 2. maj 1801.